# Mariana Sadovska

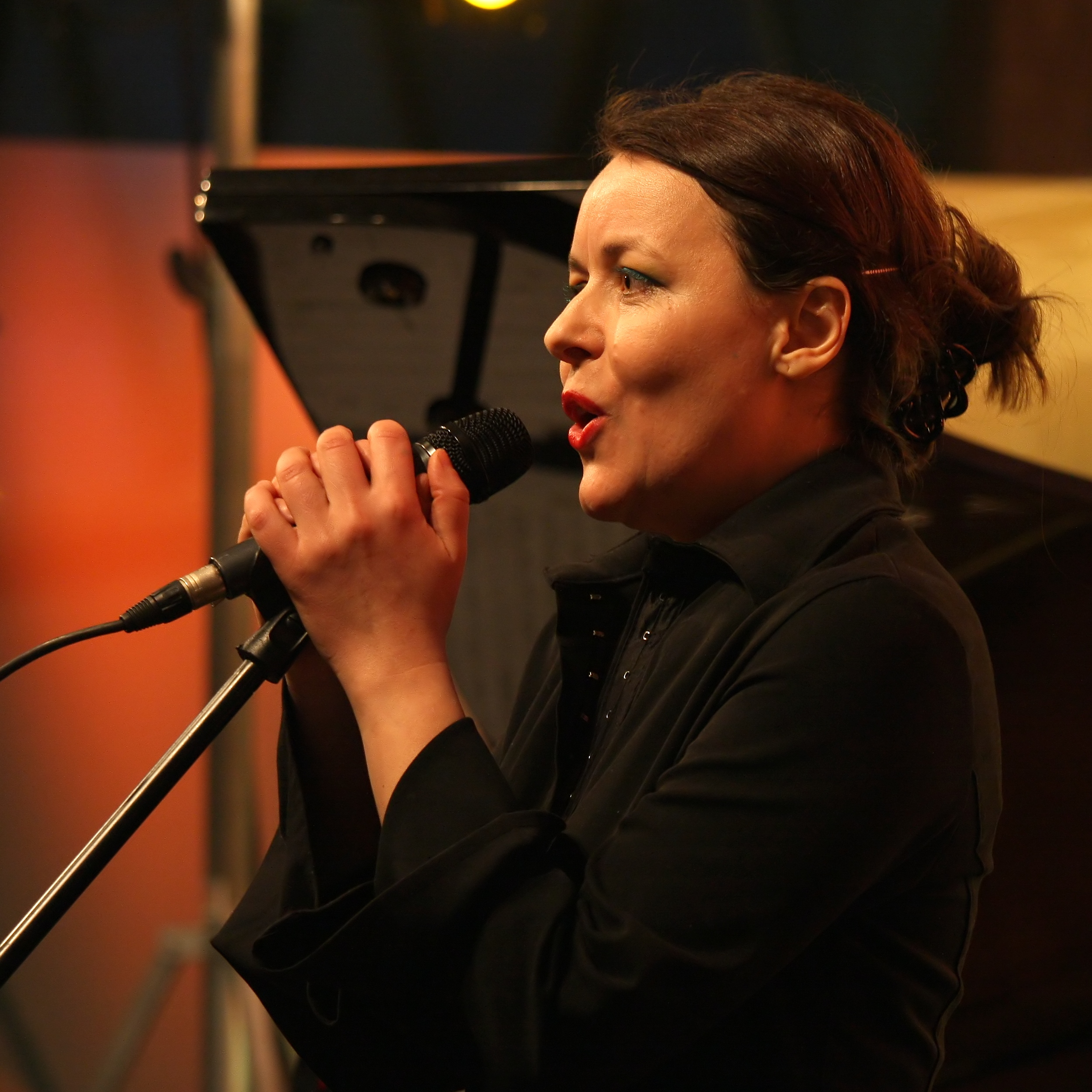
Mariana Sadovska 2010 in Köln

Mariana Sadovska (ukrainisch Мар’яна Садовська; auch: Marjana Sadowska; * 23. April 1972 in Lwiw, Ukrainische SSR, Sowjetunion) ist eine ukrainische Sängerin, Musikerin, Komponistin und Schauspielerin. Ihren Schwerpunkt bildet traditionelle ukrainische Musik, die sie mit modernen Weltmusik-Akzenten neu interpretiert.

## Werdegang

### Jugend und Ausbildung
Sadovska wurde in Lwiw in der westlichen Ukraine geboren und absolvierte die Staatliche Lemberger Musikfachschule „Stanislaw Ljudkewytsch“, Schwerpunkt Klassische Klavierausbildung, mit Auszeichnung. Seit 1991 folgte eine Theaterausbildung am Less-Kurbass-Theater Lwiw und bis 2001 ein Engagement als Schauspielerin und musikalische Leiterin beim Gardzienice-Theater in Polen, in dessen Ensemble sie bei internationalen Festivals und Projekten auftrat. In dieser Zeit begann ihr Interesse an indigener Musik und dem bewussten Überschreiten unterschiedlicher kultureller und musikalischer Traditionen.

### Musikalische Karriere
Ein Stipendium der Earth Foundation ermöglichte ihr, 2001 für ein Jahr nach New York City zu ziehen, wo sie unter anderem mit dem La MaMa Experimental Theatre Club und Anthony Coleman zusammenarbeitete und auch ihre ersten Solo-Konzerte gab. Produziert von Global Village Records, erschien 2002 ihre erste CD Songs I Learned in Ukraine.
Seit 2002 lebt Mariana Sadovska in Köln, tritt aber weiter regelmäßig in den USA auf. In einer Produktion des Forums Freies Theater war sie für die Musik verantwortlich. 2005 folgte die zweite CD Borderland in Zusammenarbeit mit Coleman und Doug Wieselman. 2006 erhielt sie den creole-NRW-Preis für Weltmusik.
Neben ihren Konzerten gibt sie weltweit Schauspiel- und Vokal-Workshops, zum Beispiel in Polen, Israel, UK, Italien, den USA und 2005 an der Universität und dem Nationaltheater Kabul. Als musikalische Leiterin gehört sie zum Stammensemble des Kölner Theaterkollektivs Futur3.
Mit ihrer Band Borderland (Musiker: Jarry Singla, Peter Kahlenborn und Sebastian Gramss) spielt sie ein Repertoire neu arrangierter traditioneller Lieder und Texte aus der Ukraine, die auch auf der CD Just not forever veröffentlicht wurden.
2012 spielte Mariana Sadovska erstmals ihr Solo Odessa Underground und gastierte u. a. im Mute Night Festival in Odessa und dem Festival transVOCALE in Frankfurt (Oder). Das Konzertprogramm ist eine eindringlich-emotionale „Nachtfahrt“ durch die Bars und Nachtclubs von Odessa, Berlin und Paris in der Zeit zwischen dem Ersten und Zweiten Weltkrieg. Im Programm sind Stücke der Sänger und Dichter Arkadi Sewerny, Dina Verni und Alexander Wertinski.
Am 5. Juli 2013 fand die Uraufführung ihres Werkes für Stimme und Streichquartett mit dem Titel Chernobyl.The Harvest in Kiew statt. Es wurde interpretiert durch das Kronos Quartet und Mariana Sadovska (Gesang, indisches Harmonium). Die Komposition stellt die Nuklearkatastrophe von Tschernobyl in den Mittelpunkt, als Inbegriff für zerstörerische menschengemachte Umweltkatastrophen und Symbol des realen und kulturellen Todes. Bei dieser Auftragskomposition für das Kronos Quartet hat sich Mariana Sadovska von Elementen der archaisch-zeremoniellen Musik in der nördlichen Ukraine inspirieren lassen, die durch ihre eigene, zeitgenössische Klangsprache in einem „heidnischen Requiem“ Ausdruck finden. Die US-Premiere fand am 25. Juli 2013 beim Festival Lincoln Center Out of Doors statt.
Im Rahmen des Rudolstadt-Festivals erhielt Mariana Sadovska den Hauptpreis des Deutschen Weltmusikpreises RUTH 2013. In der Begründung der Jury heißt es: „Mit Mariana Sadovska wird eine außergewöhnliche Künstlerin mit dem Hauptpreis der RUTH 2013 ausgezeichnet. Schier rastlos sucht sie nach neuen Ausdrucksformen für Lieder, die ihren Ursprung in der Ukraine haben: Mariana Sadovska, die wie wenige das Zeug hat, das (von ihr selbst akribisch) Erforschte künstlerisch umzusetzen, ist auch international eine anerkannte Komponistin und (Bühnen-)Künstlerin.“ Anlässlich dieser Preisverleihung präsentierte sie ihr neues Bühnenprogramm Cut the Cord mit Christian Thomé (Schlagzeug, Zither, Electronics) sowie als Gast Janko Hanuchevsky (E-Bass); dessen zehn neuen Stücke stellten die aktuelle soziale Situation in der Ukraine in den Fokus.

### Engagement für die Ukraine
Seit der russischen Besetzung der Krim und dem Krieg im Donbas 2014 organisierte Sadovska Hilfsaktionen, transportierte Hilfsgüter in die Region und war Mitorganisatorin von Demonstrationen und Mahnwachen gegen den Krieg in der Ukraine.
Am Tag des russischen Überfalls auf die Ukraine am 24. Februar 2022 organisierte Sadovska die erste Protestdemonstration in Köln und sammelt seitdem Spenden für die Ukraine.
Bei einer Lesung in der Reihe „Kultur im Kanzleramt“ Ende März 2022 warf sie in Gegenwart von Bundeskanzler Olaf Scholz der NATO vor, sich allein von der Furcht vor atomarer Vergeltung davon abhalten zu lassen, eine Flugverbotszone in der Ukraine einzurichten. Auch sie habe „große Angst, dass dadurch alles eskaliert und es zu einem Atomkrieg kommt und die ganze Welt untergeht. […] Aber wir können doch nicht so einen Verbrecher wie Putin davonkommen lassen, nur weil er mit der Atombombe droht. […] Wenn die Welt untergeht, weil wir der Ukraine helfen, […] dann soll es halt so sein!“

## Diskografie
- Just not Forever – Mariana Sadovska, Wismar Records (Deutschland) 2011
- Harmonia – Waglewski, Kosmowski, Galazyn, Sadovska, Agora SA / Kiton Art Records 2011
- Roots Folk World Music / Rudolstadt 2008 – Various Artists, Loewenzahn / Heideck Records (Deutschland) 2008
- The Rusalka Cycle – Songs between the Worlds, Diaphonica (USA) 2007
- Borderland – Mariana Sadovska mit Anthony Coleman, Doug Wieselman, Frank London u. a., Dangerous Music (USA) 2005
- Sklavi – the Song of an Emigrant, Farma v Jeskiny (Tschechien) 2005
- Songs I Learned in Ukraine – Mariana Sadovska, Global Village Records (USA) 2002

## Auszeichnungen
- creole NRW – Preis für Weltmusik aus Nordrhein-Westfalen 2006
- RUTH Hauptpreis 2013[6]